# Aquae Flaviae
Aquae Flaviae (łac. Dioecesis Aquaeflaviensis) – stolica historycznej diecezji w Portugalii, erygowanej ok. 350 roku, a zlikwidowanej ok. roku 711. Współcześnie miejscowość Chaves w dystrykcie Vila Real. Obecnie katolickie biskupstwo tytularne.

## Biskupi tytularni
| Lp. | Biskup                      | Funkcja                                                      | Od                   | Do                   |
| --- | --------------------------- | ------------------------------------------------------------ | -------------------- | -------------------- |
| 1   | Lino Aguirre Garcia         | emerytowany biskup Culiacán (Meksyk)                         | 20 sierpnia 1969     | 31 grudnia 1970      |
| 2   | Rubén Buitrago Trujillo     | biskup pomocniczy Bogoty (Kolumbia)                          | 25 lutego 1971       | 8 lipca 1974         |
| 3   | Stephen Naidoo              | biskup pomocniczy Kapsztadu (Południowa Afryka)              | 2 sierpnia 1974      | 20 października 1984 |
| 4   | Edouard Kasiala             | biskup pomocniczy Kikwit (Zair)                              | 8 listopada 1984     | 10 marca 1986        |
| 5   | Luis Augusto Castro Quiroga | wikariusz apostolski San Vicente-Puerto Leguízamo (Kolumbia) | 17 października 1986 | 2 lutego 1998        |
| 6   | Vicente Costa               | biskup pomocniczy Londriny (Brazylia)                        | 1 lica 1998          | 9 października 2002  |
| 7   | Manuel Felício              | biskup pomocniczy Lizbony (Portugalia)                       | 21 października 2002 | 21 grudnia 2004      |
| 8   | Anacleto Oliveira           | biskup pomocniczy Lizbony (Portugalia)                       | 4 lutego 2005        | 11 czerwca 2010      |
| 9   | Pio Alves                   | biskup pomocniczy Porto (Portugalia)                         | 18 lutego 2011       |                      |